# Принц Ясухіко Асака
Принц Ясухіко з роду Асака (яп. 朝香宮鳩彦王 Асака-но-мія Ясухіко сінно, 20 жовтня 1887 — 12 квітня 1981) — представник однієї з молодших гілок японської імператорської родини, військовий злочинець, очолював імператорські війська під час Взяття Нанкіну 1937 року, як епізод Другої японсько-китайської війни. Був причетний до військових злочинів, але ніколи не був засудженим.

## Молоді роки
Принц Ясухіко народився у 1887 році в Кіото, він був 17-ю дитиною (8-м сином) принца Асахіко з лінії Куні. Асахіко був сином принца Кунііє (1802—1875), який був главою лінії Фусімі — однієї з чотирьох гілок японської імператорської родини, що мали право претендувати на трон в разі згасання основної гілки. Зведений брат Ясухіко був принц Кунійрсі з лінії Куні — він став батьком принцеси Нагако, майбутньої дружини імператора Сьова.

## Сім'я та діти
3 листопада 1906 імператор Мейдзі дарував принцу Ясухіко титул «Асака-но-мія» з правом утворення нової гілки імператорського прізвища. 6 травня 1909 принц Ясухіко одружився з принцесою Нобукі, восьмою дочкою імператора Мейдзі. У них було четверо дітей:
- Принцеса Кікуко (紀久子, 12 вересня 1911 — 12 лютого 1989), в 1931 році її чоловіком став маркіз Набесіма Наоясу.
- Принц Такахіко (孚 彦, 8 жовтня 1913 — 5 травня 1994), одружився з Тодо Тікако, 5-ю дочкою графа Тодо Такацугу.
- Принц Тадахіко (正彦, 4 січня 1914 — січень 1944), відмовився від членства в імператорській сім'ї і став в 1936 році маркізом Отова, загинув під час оборони атола Кваджалейн.
- Принцеса Кійоко (湛 子, 2 серпня 1919 — 1 серпня 2019), вийшла заміж за графа Огю Йосіацу.

## Військова кар'єра
У 1908 році принц Ясухіко закінчив навчання в Рікугун Сікан Гаккі і отримав звання другого лейтенанта. У 1912-му він став капітаном, в 1917-му — майором, в 1922-му — підполковником.
У 1920—1923 роках принц Ясухіко навчався в Особливій військовій школі в Сен-Сіре (Франція) разом із братом Нарухіко і двоюрідним братом Нарухісою. Проте 1 квітня 1923 він серйозно постраждав в автомобільній аварії в передмісті Парижа, тоді ж загинув Нарухіса, а Ясухіко залишився після цього кульгавим на все життя. Для догляду за ним до Франції прибула його дружина. У 1925 році вони через США повернулися до Японії. За цей період вони приєдналися до напряму «ар-деко», і по поверненню додому Ясухіко збудував собі в Токіо нову садибу в стилі ар-деко, закінчивши її будівництво в 1933 році.
У 1926 році принц Ясухіко отримав звання полковника, а в 1930-му — генерал-майора і став інструктором в Рікугун дайгакко. У 1933 році він отримав звання генерал-лейтенанта і прийняв командування над дивізією Імператорської гвардії. У грудні 1935 року він став членом Вищої військової ради, що дало йому великий вплив на імператора Хірохіто, однак під час інциденту 26 лютого він став тиснути на імператора, щоб той прийняв вимоги путчистів і замінив прем'єр-міністра Окада на Хіроту. Це призвело до його віддалення від імператора, і в 1937 році він був відряджений в штаб Центрально-Китайського фронту під командування генерала Мацуї.
У листопаді 1937 року у зв'язку з хворобою Мацуї принц Ясухіко став тимчасовим командувачем японськими військами, що вели наступ на Нанкін, і, швидше за все, саме він віддав наказ «вбити всіх полонених», з якого розпочалася «нанкінська різанина». Широкий міжнародний резонанс, викликаний цими подіями, змусив японський уряд змістити керівний склад військ, що брали в них участь, і в лютому 1938 принц Ясухіко був відкликаний до Японії, хоча до кінця війни залишався членом Вищої військової ради. У серпні 1939 року принц Ясухіко отримав звання генерала, проте військами він більше не командував. Ближче до кінця війни він став учасником змови, коли в липні 1944 року після падіння Сайпану привів до зміщення Тодзіо.
1 травня 1946 року Головнокомандувач союзними окупаційними військами почав розслідування щодо причетності принца Ясухіко до японських військових злочинів в Нанкіні, однак генерал Макартур вирішив надати імунітет всім членам імператорської сім'ї. Через це принц Ясухіко не брав участі в Токійському процесі.

## Подальше життя
14 жовтня 1947 принц Ясухіко і його діти стали звичайними громадянами, оскільки американська окупаційна влада вирішила залишити статус приналежності до імператорського прізвища лише за імператором Хірохіто і його нащадками. У зв'язку з тим що Ясухіко і його діти були офіцерами імператорської армії, їм було заборонено займатися політичною або громадською діяльністю. Резиденція в стилі ар-деко була конфіскована урядом і тепер там розміщується Токійський столичний музей мистецтв «Тейен».
Колишній принц Ясухіко переїхав в Атамі і 18 грудня 1951 року прийняв католицизм. Він проводив час граючи в гольф, і в 1950-х роках взяв участь в проєктуванні полів для гольфу.
Ясухіко помер 13 квітня 1981 року у своєму будинку в Атамі у віці 93 роки.